# Geoff Allen
Geoffrey Barry „Geoff“ Allen (* 10. November 1946 in Newcastle-upon-Tyne) ist ein ehemaliger englischer Fußballspieler.

## Karriere
Allen gehörte ab Februar 1964 zum Profikader von Newcastle United und kam am 25. April 1964 bei einem 2:0-Heimerfolg gegen Norwich City zu seinem Pflichtspieldebüt in der Second Division. Kontinuierliche Probleme mit den Kreuzbändern verhinderten in der Folge die Fortentwicklung des englischen Juniorennationalspielers, nach einem weiteren Einsatz in der Saison 1964/65, die Newcastle als Zweitligameister abschloss und damit in die First Division aufstieg, kam er erst wieder ab November 1966 zu einer Reihe von Einsätzen. Zu einem Highlight des linken Flügelspielers wurde der Auftakt im Messestädte-Pokal 1968/69, als er bei einem 4:0-Heimerfolg über Feijenoord Rotterdam eine überragende Leistung zeigte.
Nur wenige Wochen später, im Oktober 1968, zog er sich gegen Nottingham Forest erneut eine schwere Verletzung zu und beendete schließlich im Alter von 24 Jahren seine Profilaufbahn. Im Mai 1971 wurde ihm ein Benefizspiel („Testimonial Match“) mit 10.000 Zuschauern gegen eine All-Star-Mannschaft zuteil. Allen wechselte in der Folge ins Trainerfach und war zunächst von 1970 bis 1974 als Assistenzcoach bei Newcastle angestellt, eine Rolle, die er von 1979 bis 1981 erneut innehatte. Zudem war er als Coach noch beim FC Gateshead (1974–1977) und Mansfield Town (1981–1983) tätig, beim FC North Shields in der Northern Football League war er ab 1977 für einige Zeit hauptverantwortlicher Trainer und vermittelte in dieser Funktion Peter Cartwright zu Newcastle United. Hauptberuflich arbeitete Allen nach seiner Profilaufbahn beim Kranhersteller Fassi. Sein Enkel Elliot Anderson gab 2021 sein Pflichtspieldebüt für Newcastle United.